# De Haan-Centrum

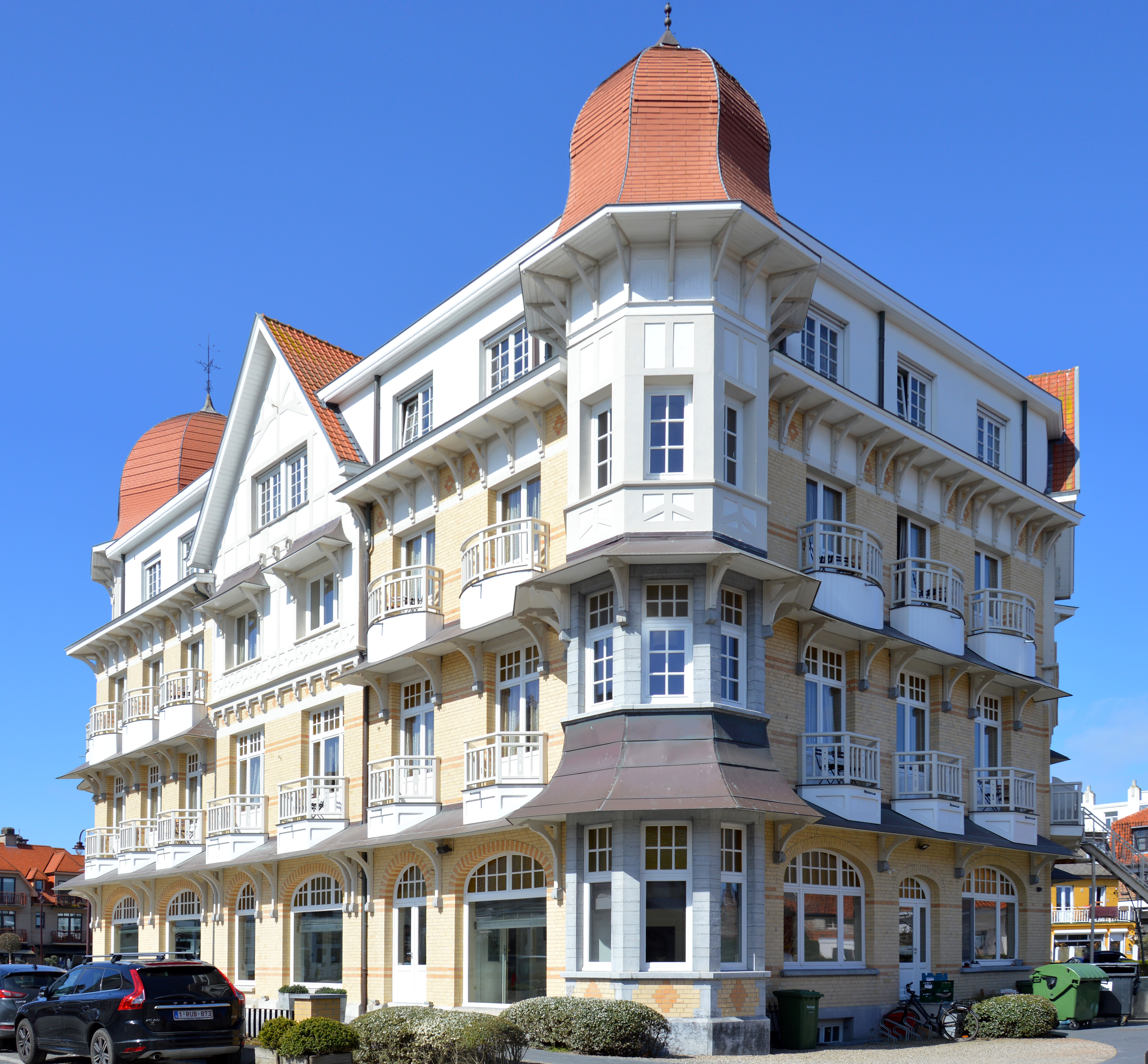
Grand Hotel Belle Vue

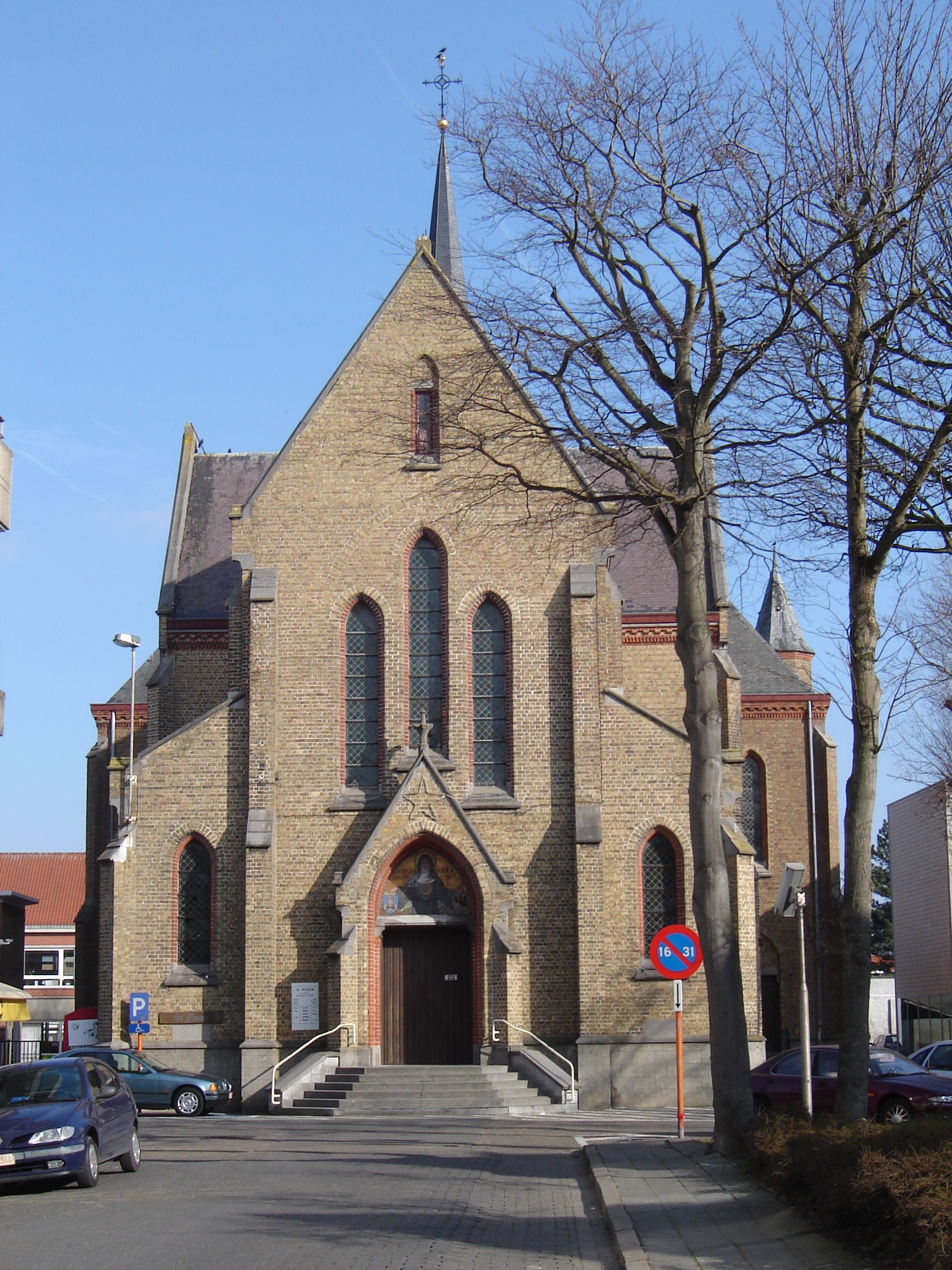
Sint-Monicakerk

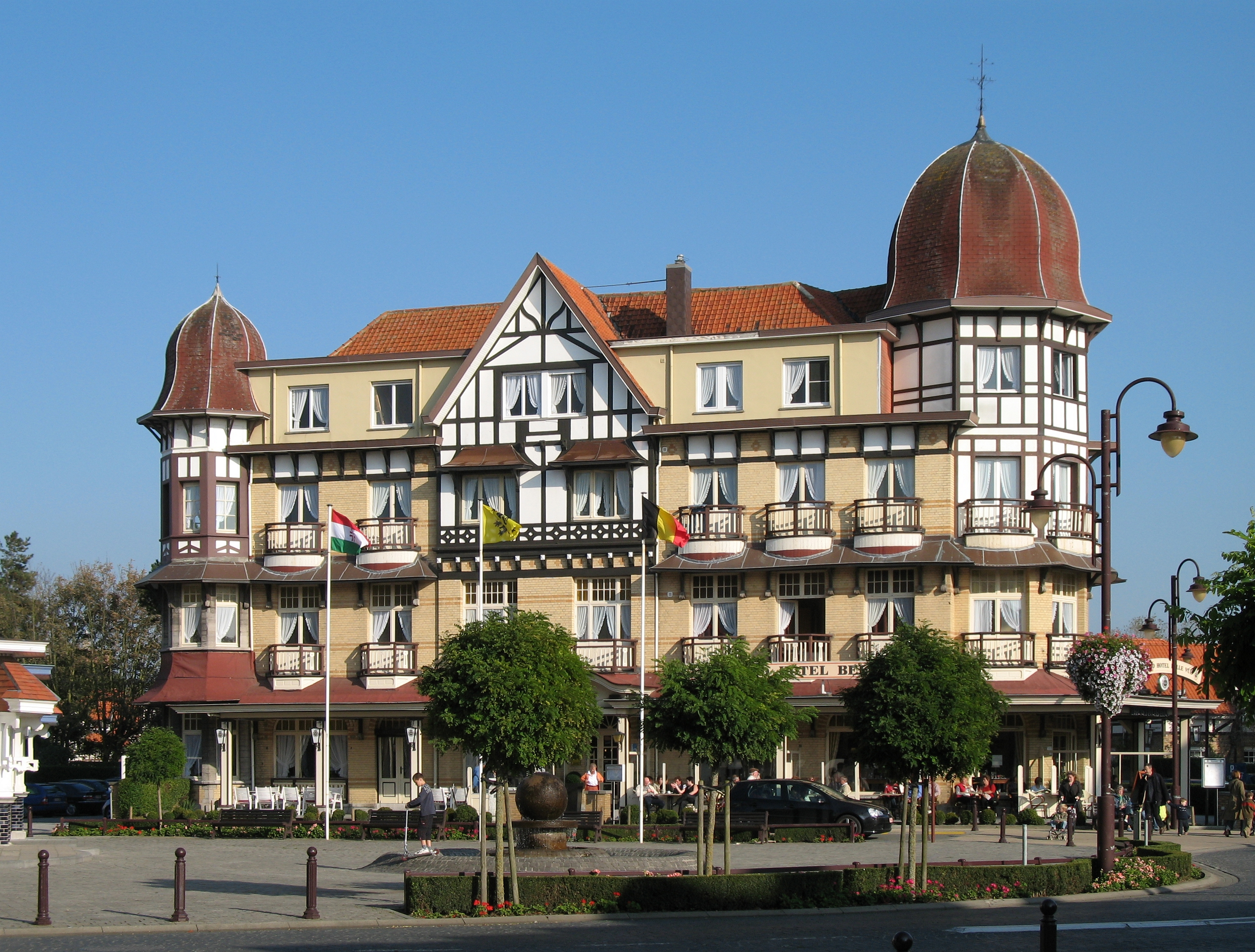
Grand Hôtel Belle Vue

De Haan-Centrum is een badplaats aan de Belgische Kust. Het is de hoofdplaats en grootste kern in de fusiegemeente De Haan. De Haan-Centrum vormt echter geen afzonderlijke deelgemeente, maar ligt op het grondgebied van de deelgemeenten Vlissegem en Klemskerke. De Haan-Centrum telt ruim 5000 inwoners, waarvan ruim 1300 op grondgebied Vlissegem en ruim 3800 op grondgebied Klemskerke. De Heilige Monica is de beschermheilige van De Haan.

## Verkeer
De badplaats ligt langs de Koninklijke Baan (N34), halverwege tussen Blankenberge en Oostende. Vanuit het binnenland is de plaats bereikbaar via verbindingswegen tussen de N9 Brugge-Oostende en de A10/E40 in Jabbeke.
Net als de andere Belgische kustplaatsen wordt De Haan bediend door de kusttram.

## Geschiedenis
De Haan is ontstaan op het grondgebied van twee oude polderdorpjes, namelijk Vlissegem (988) en Klemskerke (1003). Het ontstond als een gehuchtje dat slechts enkele hutten telde, tegen de zee beschermd door een duinengordel, die ook Vlissegem en Klemskerke voor overstromingen behoedde. Dankzij diverse aanplantingen in de loop van de 19de eeuw ontstond in het gebied een groot groen duinbos. Op het eind van die eeuw kwam het kusttoerisme geleidelijk op. Dit werd verder bevorderd door de aanleg van de stoomtramlijn, die vanaf 8 augustus 1886 reed. De badplaats en het eerste hotel werden op 22 juli 1888 officieel geopend.
De Haan dankt zijn bloei aan Kusttramlijn. De stoomtramlijn werd later elektrisch, en reed tot 1955. De huidige tramlijn werd geopend in 1905, en later eveneens elektrisch.
Bij Koninklijk Besluit van 29 juli 1889 werd een contract tussen de Belgische Staat en de architecten Eduard Colinet uit Oostende en Passenbronder uit Antwerpen goedgekeurd, voor de verhuring van 50 ha. duinen. Deze concessie werd de volgende jaren nog doorverkocht en uitgebreid.
Op dat grondgebied groeide De Haan uit; deze oude wijk kreeg later de naam de Concessie. De Haan bleef het karakter van een villapark houden, waarbij de bouw van nieuwe gebouwen rekening moest worden gehouden met beplanting en slechts één zesde van de grond mocht worden bebouwd. Ook architect-urbanist Hermann-Josef Stübben nam in zijn urbanisatieplan uit 1910 op dat een badplaats geen hoogbouw mocht moest hebben en er zo veel mogelijk bos moest zijn tegen de wind. Ook de Koninklijke Baan werd aangelegd en passeerde door De Haan, en het eerste golfterrein uit het land verscheen er.
Tegen de eeuwwisseling trok De Haan ook buitenlands toeristen aan, vooral Engelse en Franse. In 1899 werd het casino gebouwd, dat in 1929 echter weer zou afgebroken worden. De Haan werd geleidelijk aan de grootste kern in de gemeente, en het toerisme brachten werk en welvaart. In de eerste helft van de twintigste eeuw traden soms spanning op tussen de concessiebewoners en de gemeentebesturen van Vlissegem en Klemskerke, de gemeenten waarin De Haan lag. Er kwam af en toe een vraag naar zelfstandigheid, en men gebruikte soms zelfs de benaming "Commune De Haan". De Haan bleef echter deel van de twee gemeenten.
Na de Tweede Wereldoorlog breidde de badplaats verder uit door de bouw van nieuwe verkavelingen. Vanaf de jaren 1960 kwam ook het sociaal toerisme op gang door de opening van enkele campings en de opening van een bungalowpark.
Bij de gemeentelijke herindeling van 1977 werden de gemeenten Vlissegem, Klemskerke en ook Wenduine samengevoegd. Deze nieuwe gemeente werd De Haan genoemd, en het dorp De Haan werd het centrum van deze nieuwe fusiegemeente.

## Bezienswaardigheden
- Sint-Monicakerk

## Natuur en landschap
De Haan-Centrum ligt aan de Noordzeekust met in de directe omgeving strand en duinen, en in het achterland polders. Tot de natuurgebieden behoren de Duinbossen en Zandpanne in het oosten en Kijkuit in het westen.

## Galerij

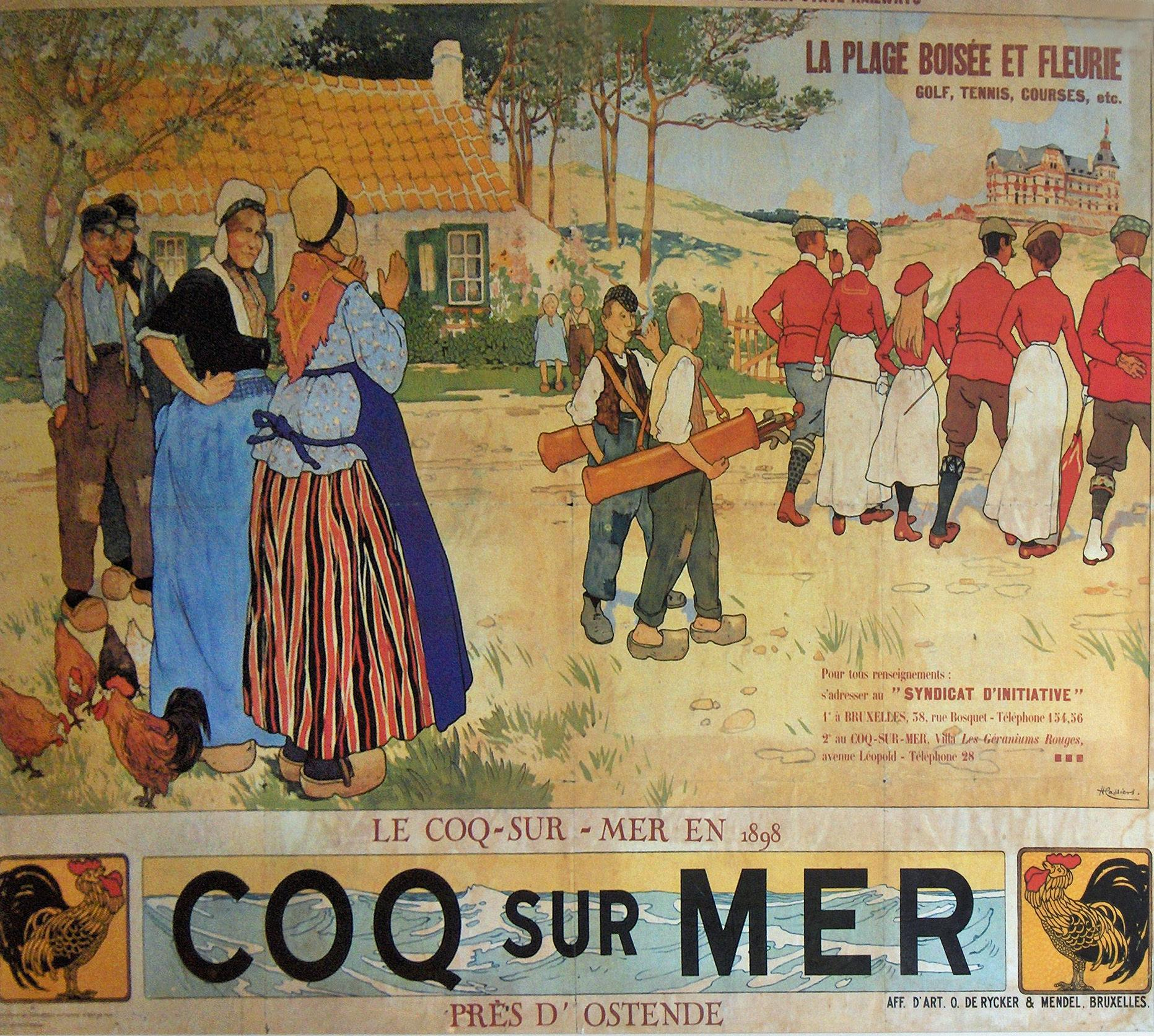
Poster "Le Coq-sur-Mer", 1898
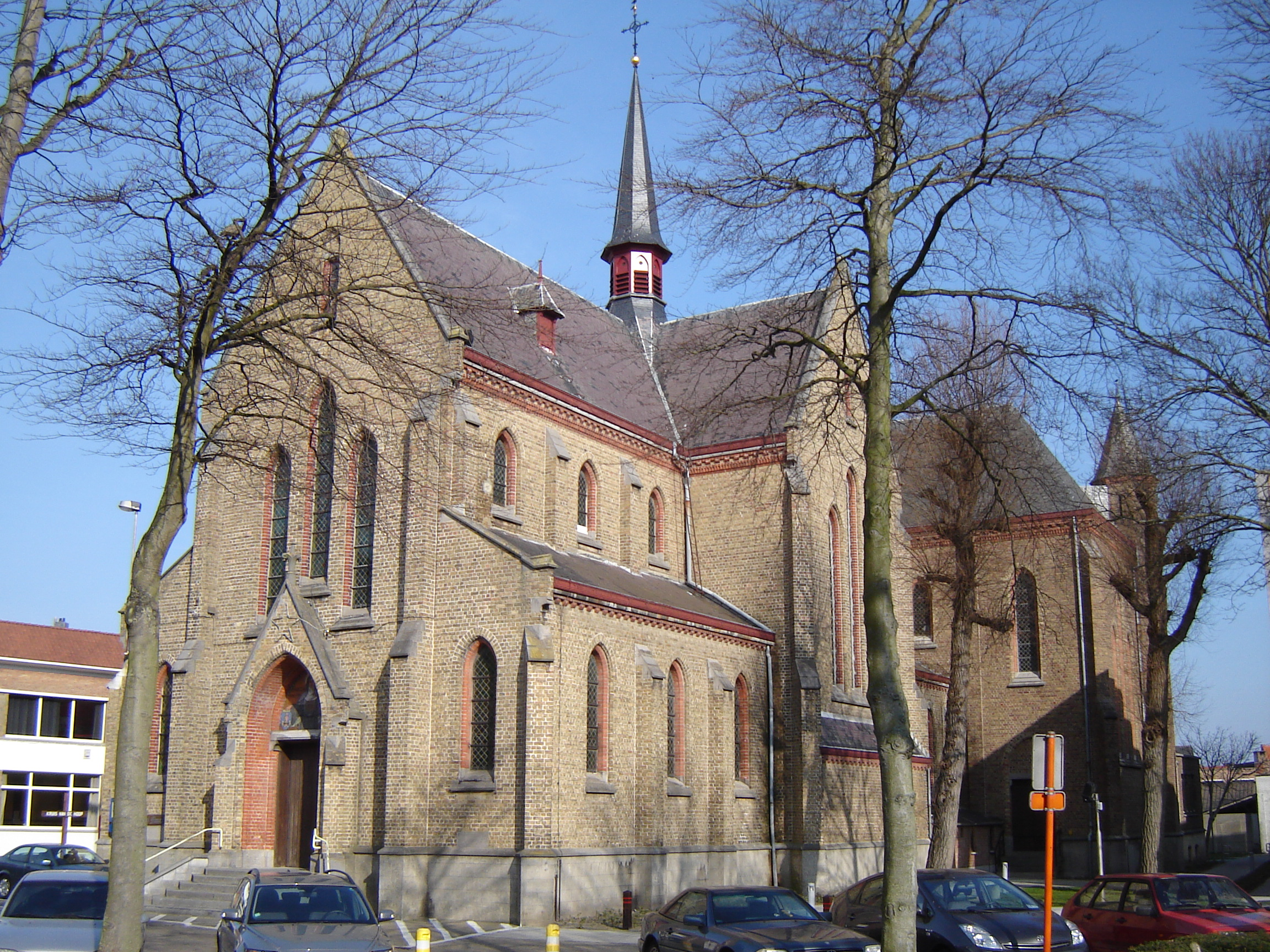
Sint-Monicakerk
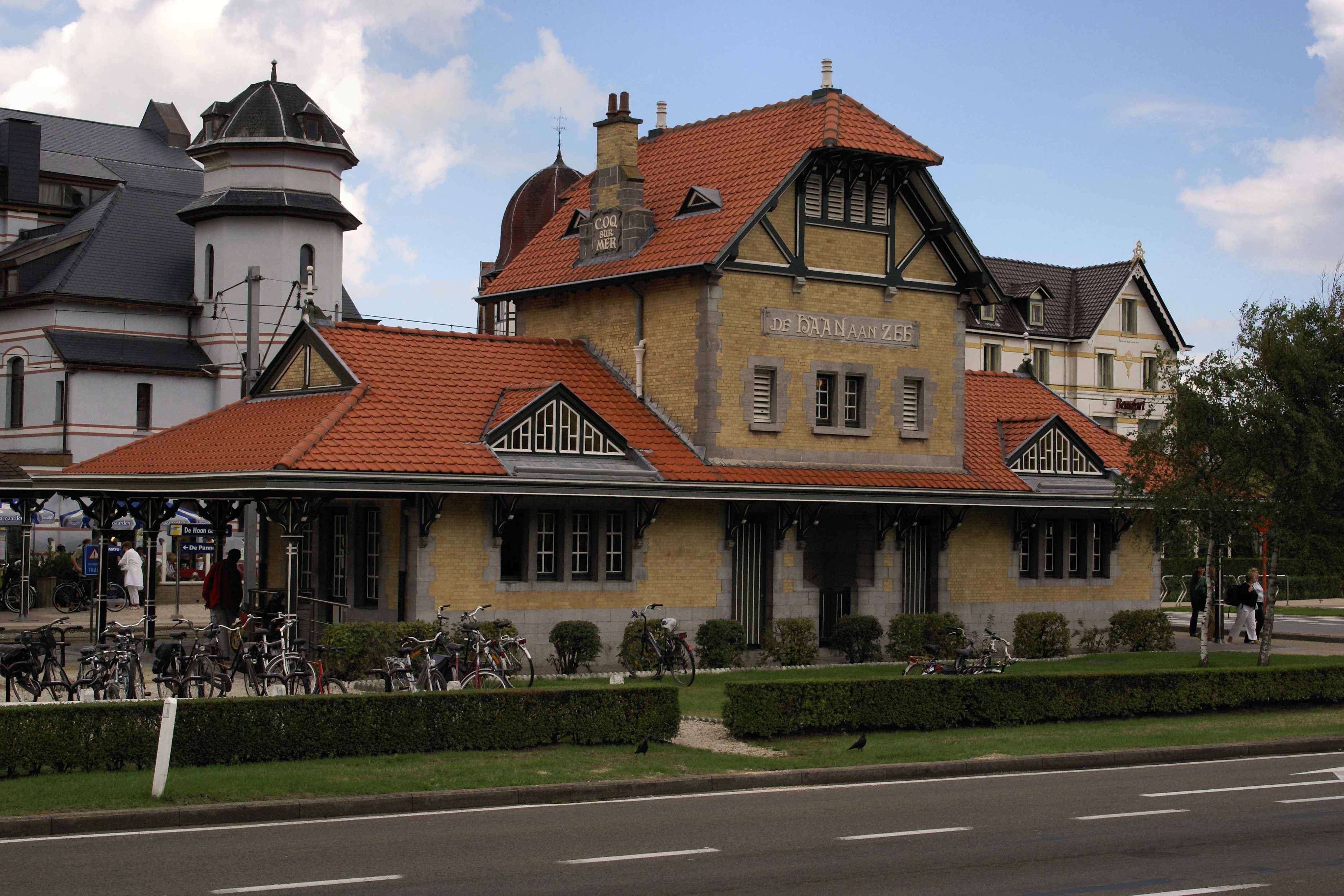
Tramstation De Haan aan Zee
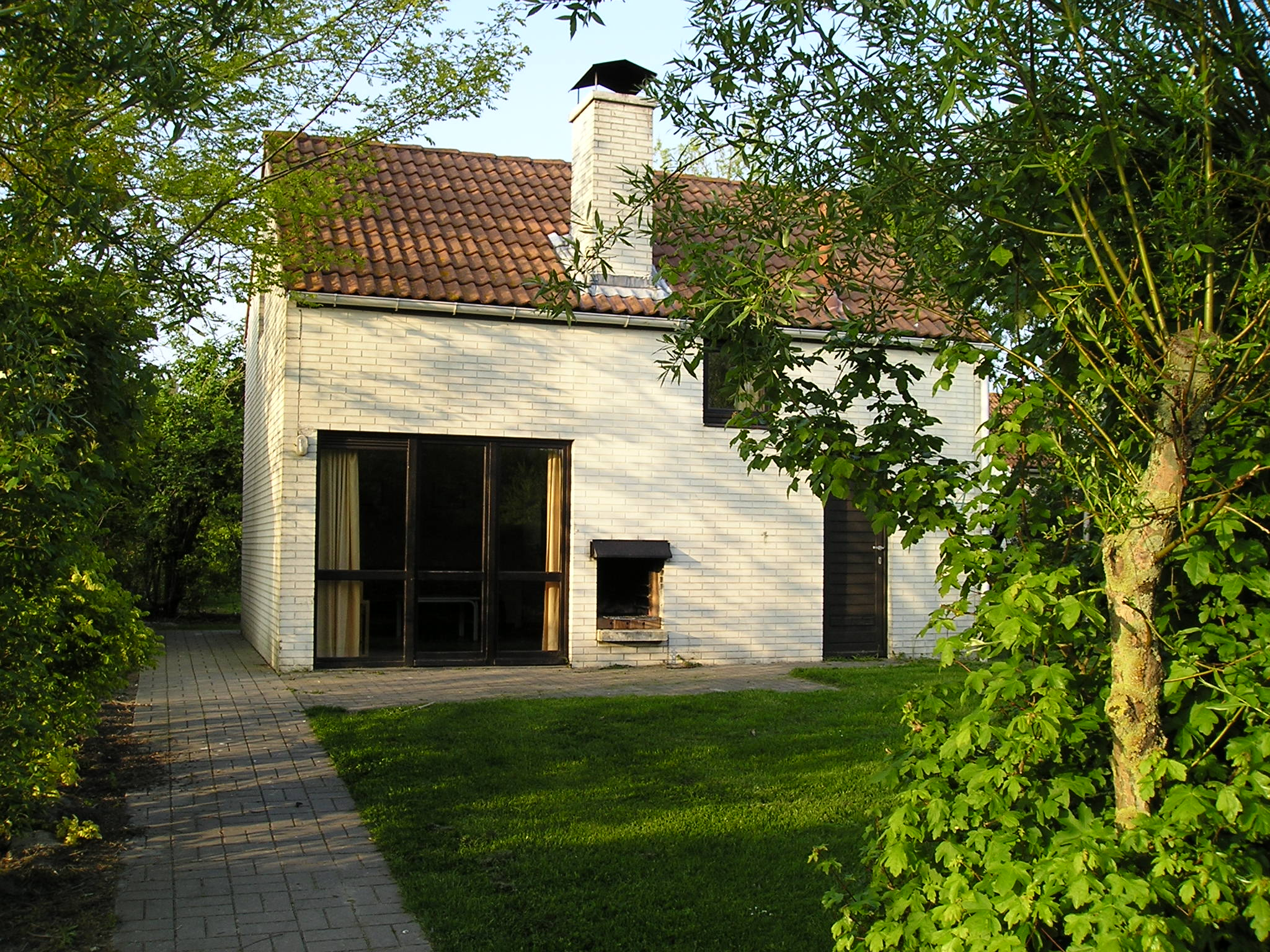
Vakantiehuis (Sunparks)
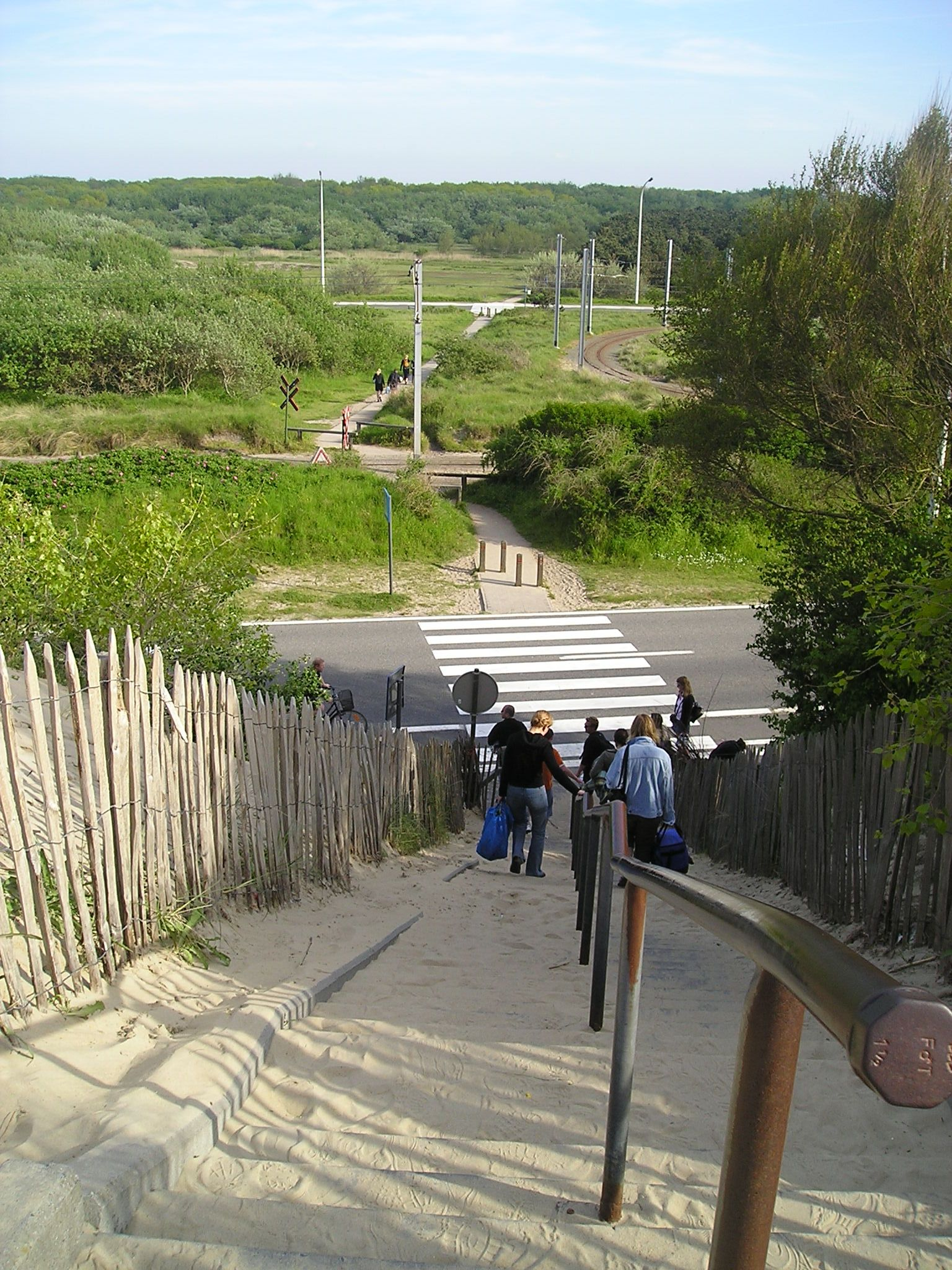
De duinen tussen De Haan en Wenduine
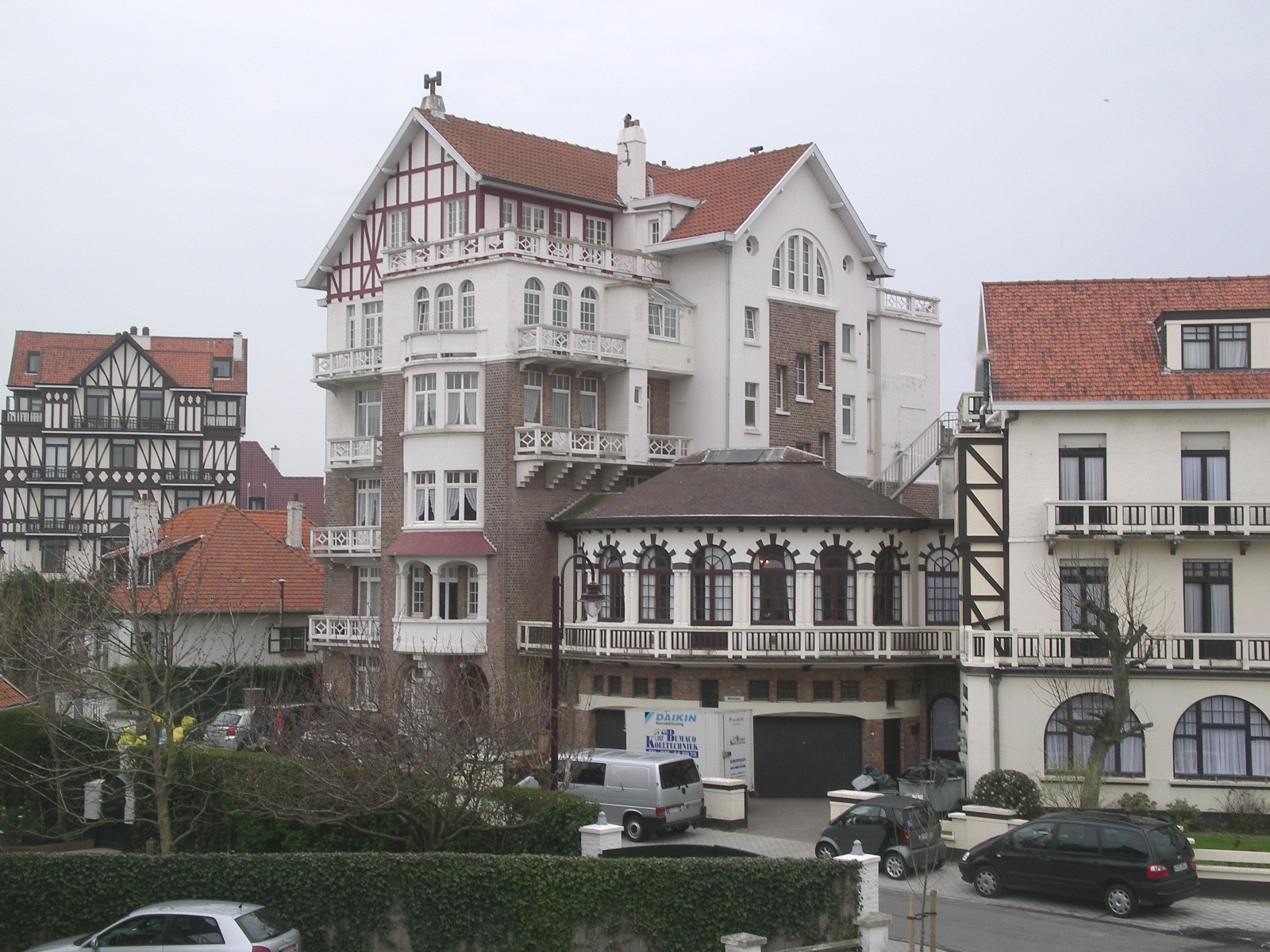
Straat in de Concessie
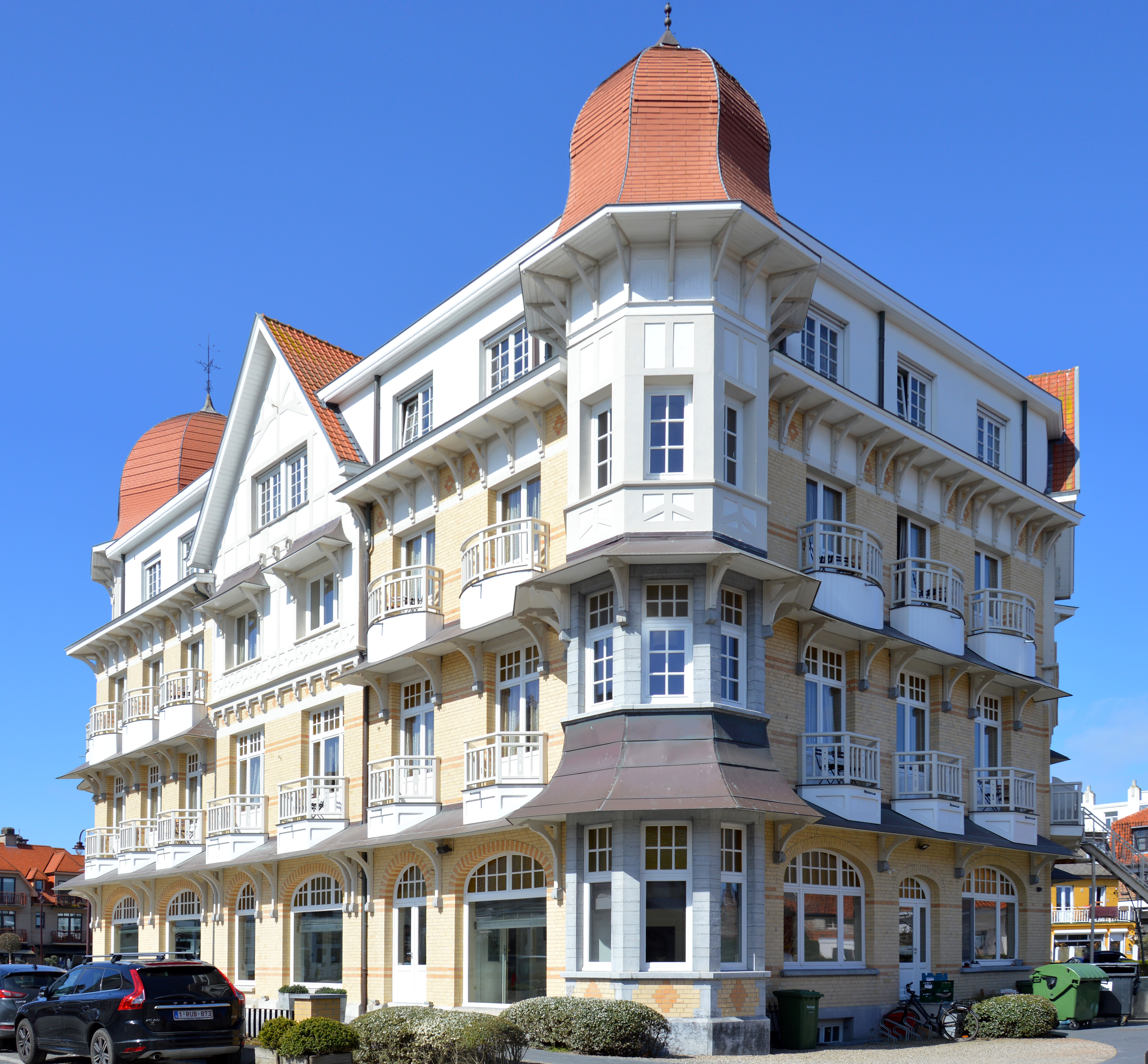
Het Belle Vue Hotel
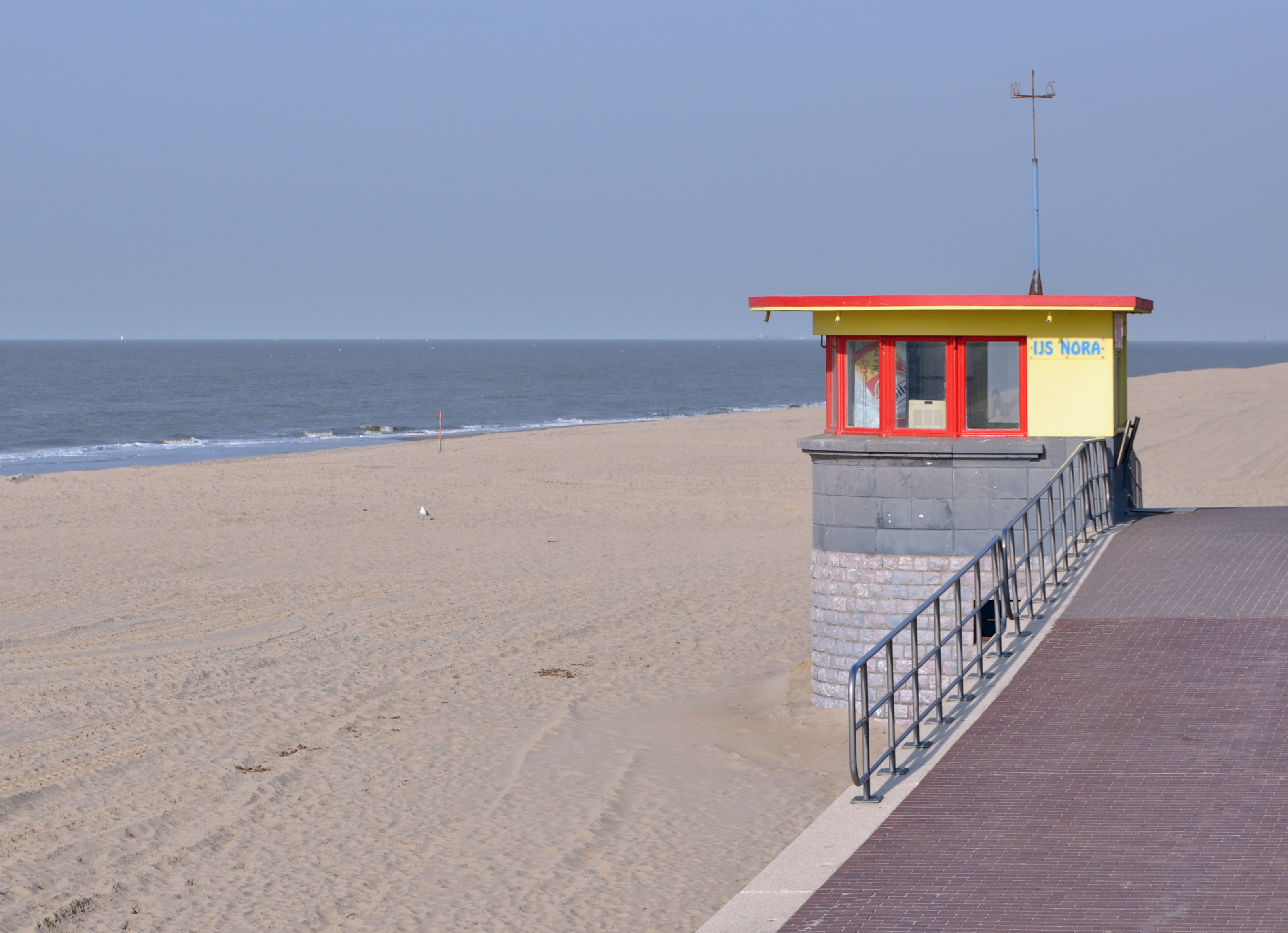
Het strand in maart, voor de plaatsing van de strandaccommodatie
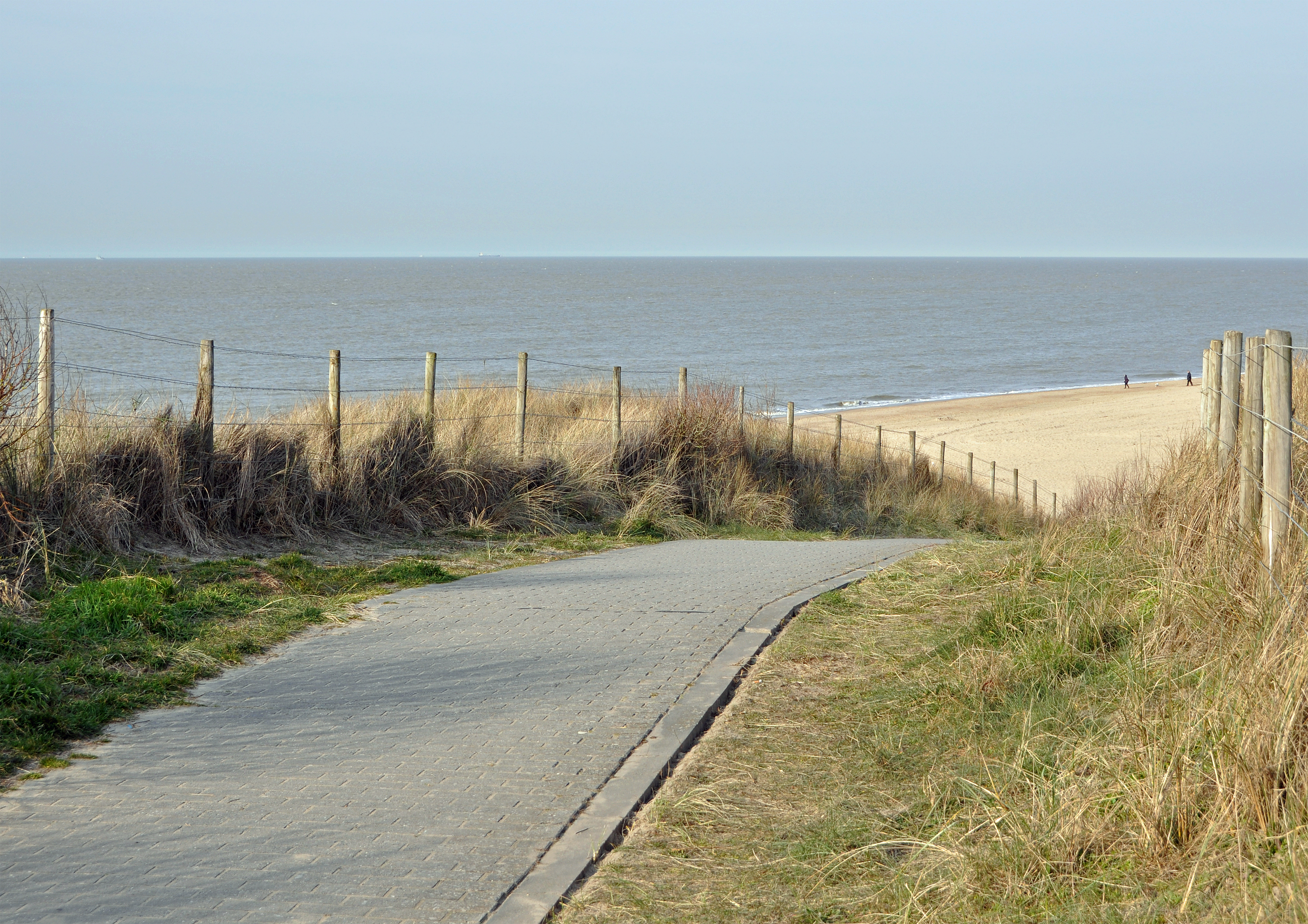
Duinpad, strand en Noordzee
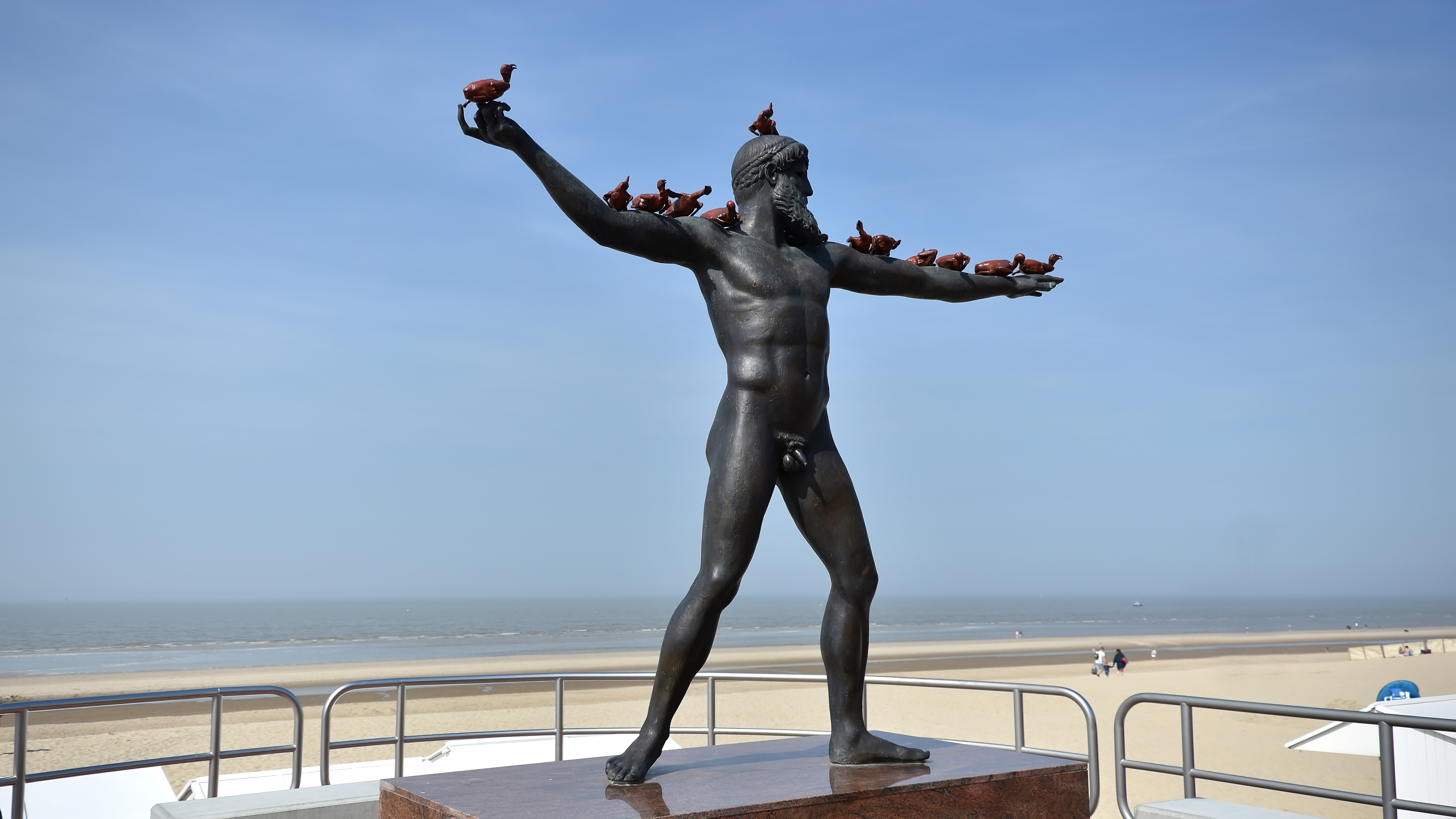
Eternity-Poseidon van Xu Zhen op de zeedijk
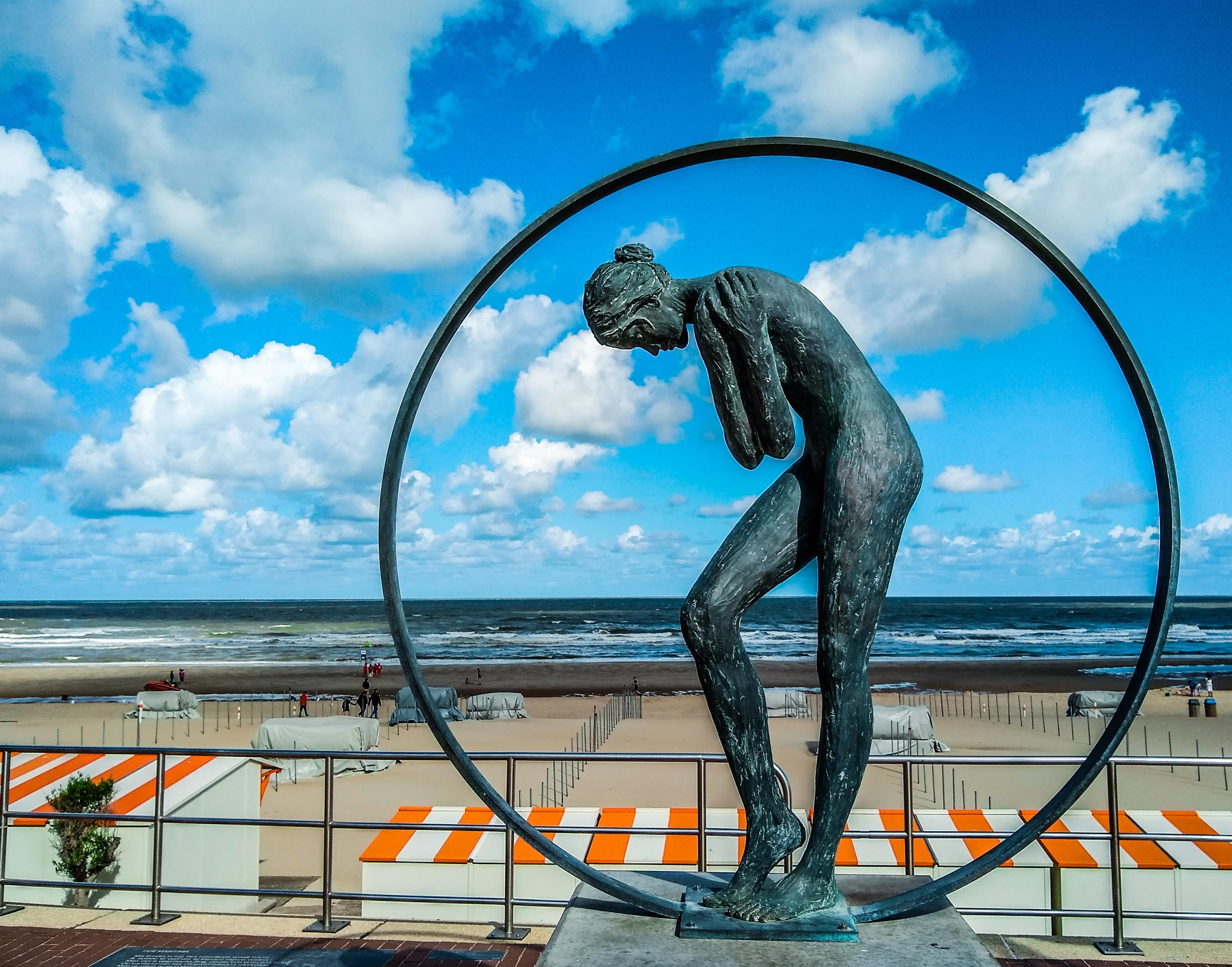
De Haan, standbeeld brons aan de Zee. postproduktie.nl

## Nabijgelegen kernen
Wenduine, Vlissegem, Klemskerke, Bredene